# Euscelus robustus
Euscelus robustus är en kräftdjursart. Euscelus robustus ingår i släktet Euscelus och familjen Parascelidae. Inga underarter finns listade i Catalogue of Life.